# Calamagrostis porteri
Calamagrostis porteri är en gräsart som beskrevs av Asa Gray. Calamagrostis porteri ingår i släktet rör, och familjen gräs. Inga underarter finns listade i Catalogue of Life.